# Beb Bakhuys
Elisa Hendrik Bakhuijs, plus connu sous le nom de Beb ou Bep Bakhuys, (né à Pekalongan (Indes néerlandaises) le 16 avril 1909 - mort à La Haye le 7 juillet 1982) était un footballeur international néerlandais.

## Biographie
Il est le premier joueur néerlandais à évoluer en Division 1 française, sous les couleurs du FC Metz à partir de 1937.
Il inscrit 28 buts en 23 matches en équipe des Pays-Bas entre 1928 et 1937 ce qui représente une moyenne de 1,22 but par match. 13 de ces 28 buts sont inscrits contre la Belgique.
Bakhuijs a l'occasion de disputer un match lors de la Coupe du monde 1934 en Italie (une défaite contre la Suisse 3-2 à Milan).
Avant de jouer en France, Bakhuys évolue au Zwolsche Athletische Club (ZAC), club de Zwolle. Son recrutement en France génère une « affaire ». L'international signe d'abord un contrat avec le Stade de Reims pour un montant bien supérieur au montant plafonné des salaires. À peine le contrat signé, le Stade de Reims met le joueur sur le marché des transferts afin d'empocher une plus-value. Le joueur signe alors au FC Metz, mais le Stade de Reims s'oppose à ce transfert car d'autres clubs, bien plus riches, dont le RC Paris, désirent également recruter le joueur. La Commission des statuts tranche cette affaire en infligeant de lourdes amendes de 5000 francs au Stade de Reims et au FC Metz et valide le contrat du FC Metz. En appel, le bureau fédéral confirme le jugement de la Commission des statuts et inflige une suspension de deux mois au joueur pour avoir signé des contrats avec deux clubs.

## Source
- Marc Barreaud, Dictionnaire des footballeurs étrangers du championnat professionnel français (1932-1997), L'Harmattan, 1997.